# Bun economic
În economie un bun este orice obiect fizic (natural sau făcut de către om) sau serviciu care prin consum, face ca utilitatea să crească și ca urmare poate fi vândut pe piață la un anumit preț. Dacă un obiect sau un serviciu este vândut la un preț pozitiv, atunci este aproape sigur un bun, din moment ce cumpărătorul consideră utilitatea acestuia mai mare decât utilitatea banilor. Obiectele și serviciile care nu sunt comercializate pe piețe cum ar fi aerul sau ideile sunt mult mai dificil de determinat, dacă sunt sau nu bunuri.
Bunul contrastează cu așa-numitul „rău“ care face ca utilitatea să scadă. Un alt mod de a considera un bun este faptul că bunul este ceva din care se vrea mai mult, iar „răul“ este ceva din care se vrea mai puțin. De exemplu timpul liber este un bun, iar munca este considerată un „rău“ din punctul de vedere al muncitorului, deși banii pe care acesta îi poate câștiga sunt un bun. Un bun este considerat adeseori a fi doar un produs fizic, ca și în definirea contabilă ca bun contabil. În economie nu este nevoie ca un bun să fie un obiect fizic. De exemplu un serviciu, cum ar fi tunsul la frizer, ar fi un bun atâta timp cât beneficiarul îl dorește. Definiția mai cuprinzătoare pe care o folosesc economiștii are valoare în multe dintre deciziile pe care oamenii le iau dintr-un număr de alegeri posibile.
Același obiect poate fi un bun cât și un „rău“ pentru o anumită persoană. De exemplu, primele cinci felii dintr-o pizza pot avea o utilitate pozitivă, însă următoarea felie poate avea utilitatea zero, iar mai multe felii consumate din acel moment vor avea utilitate negativă. Uneori economiștii presupun că un bun este non-saturat. În acest caz se presupune că există întotdeauna utilitate pozitivă pentru un bun, iar cantitatea nu contează. Dacă bunul este disponibil gratis, atunci nivelul de consum va fi astfel încât ultima unitate consumată din acel bun va avea utilitate zero pentru consumator.

## În drept
În dreptul civil, bunul reprezintă obiectul care de cele mai multe ori este asociat obiectului raportului juridic. Obiectul juridic în sine se referă nu la bun, ci la totalitatea acțiunilor care se resfrâng asupra sa. Prin urmare, bunul economic propriu-zis reprezintă un obiect derivat al raportului civil. 